# Dolní Bezděkov
Dolní Bezděkov település Csehországban, a Chrudimi járásban. Dolní Bezděkov Hrochův Týnec, Kočí, Nabočany és Vejvanovice településekkel határos. Lakosainak száma 272 fő (2024. január 1.).

## Népesség
A település lakosságának változását az alábbi diagram mutatja:
| Lakosok száma | 277  | 352  | 308  | 296  | 210  | 176  | 185  | 218  | 226  | 272  |
|               | 1869 | 1890 | 1921 | 1950 | 1980 | 2001 | 2017 | 2019 | 2022 | 2024 |